# Zosterop dels Pare
El zosterop dels Pare (Zosterops winifredae) és un ocell de la família dels zosteròpids (Zosteropidae).

## Hàbitat i distribució
Viu a la vegetació de muntanya de les muntanyes Pare, al nord-est de Tanzània.

## Taxonomia
Considerada una subespècie de Zosterops poliogastrus, va passar a ser considerada una espècie de ple dret, arran els treballs de Cox et al. 2014.